# Wygarki
Wygarki – część wsi Pełkinie w Polsce położona w województwie podkarpackim, w powiecie jaroslawskim, w gminie Jarosław, w sołectwie Pełkinie.
W latach 1975–1998 miejscowość położona była w województwie przemyskim.

## Historia
W 1889 roku w pałacu w Pełkiniach-Wygarkach zamieszkał książę Witold Czartoryski. W 1895 roku do starego pałacu dobudowano południowe skrzydło „parkowe”.
W 1893 roku zbudowano ochronkę i przybyły siostry Służebniczki starowiejskie. W 1920 roku w pałacu została urządzona kaplica dla pobliskiej ludności. Od czasu II wojny światowej przy kaplicy rezydowali kapelani.
W 1957 roku ze Starej Wsi przywieziono obraz Matki Bożej Nieustającej Pomocy. 8 lutego 1974 roku dekretem bpa Ignacego Tokarczuka została erygowana parafia pw. Matki Bożej Nieustającej Pomocy.